# Фотовспышки Canon EOS
Не следует путать Canon Speedlite с аналогичной системой Speedlight компании Nikon.
Фотовспышки Canon EOS (англ. EOS flash system) — семейство фотовспышек Canon Speedlite, предназначенных для малоформатных и цифровых однообъективных зеркальных фотоаппаратов Canon EOS, а также компактных камер Canon PowerShot серии «G». Первые модели линейки были разработаны одновременно с фотосистемой EOS в 1987 году на основе технологий, использованных до этого во вспышках для фотоаппарата Canon T90 предшествующей неавтофокусной серии.

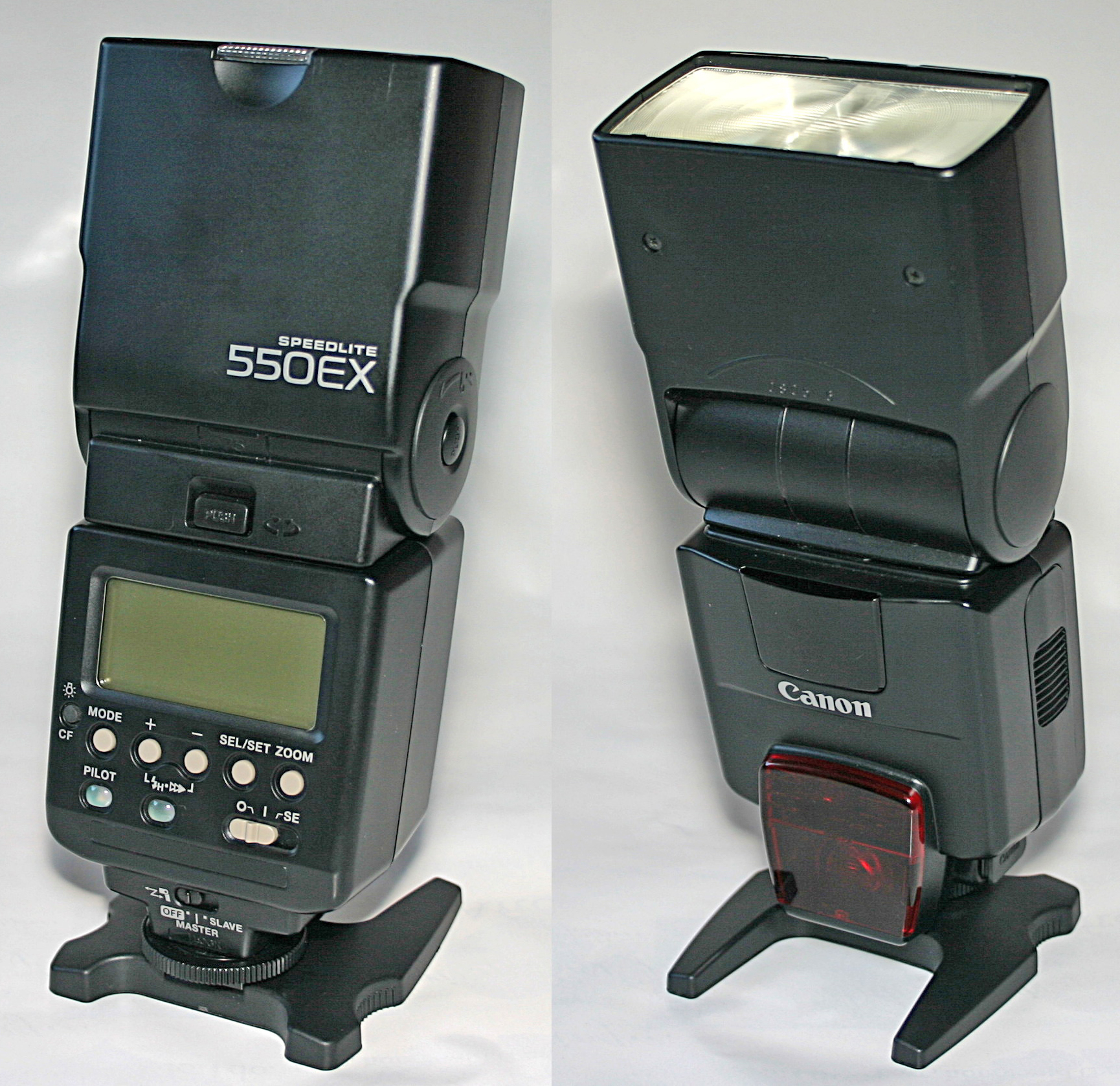
Фотовспышка «Canon Speedlite 550 EX»

Системные фотовспышки Canon продолжают линейку «Speedlite», но основаны на новых технологиях и несовместимы с фотоаппаратами системы Canon FD. Сторонние производители, такие как Sigma и Yongnuo, также выпускают фотовспышки, поддерживающие современные системы E-TTL/E-TTL II. Точные принципы работы этих систем не разглашаются производителем, а опубликованная документация охватывает только базовые приёмы управления вспышками.

## Разновидности EOS flash system
В аппаратуре Canon EOS последовательно использовались две технологии: «A-TTL» и «E-TTL», основанные на различных принципах измерения экспозиции импульсного освещения.
Обе позволяют осуществлять автоматическое управление экспозицией фотовспышки, соединённой непосредственно с фотоаппаратом. Ранняя система A-TTL рассчитана на дистанционные запуск и автоматическое управление по проводам трёх дополнительных выносных вспышек. Современная система E-TTL предусматривает беспроводной дистанционный запуск по общему инфракрасному каналу любого количества выносных вспышек, разделяемых на три независимых группы. При этом их мощность также автоматически согласуется по этому каналу, обеспечивая правильную экспозицию.
Для работы EOS flash system в фотоаппаратах группы «Б» используется технология TTL OTF (англ. Through The Lens Off The Film), которая основана на измерении света вспышки, отражённого от эмульсии фотоплёнки. В большинстве камер измерение происходит по трём зонам кадра при помощи сенсора, расположенного под зеркалом внутри корпуса. При этом весь кадр разбит двумя вертикальными границами на три зоны измерения: центральную и две боковых. Как только микропроцессор, сравнивающий значения экспозиции в этих трёх зонах, принимает решение о её достаточности, на тиристорный ключ цепи лампы подаётся запирающий сигнал, который прерывает импульс. Система TTL OTF независима от TTL-экспонометра, измеряющего непрерывное освещение, и работает параллельно, вычисляя только экспозицию встроенной, внешней или выносной вспышек. 
Для цифровой фотографии такая технология непригодна из-за низкой отражательной способности светочувствительных матриц. Поэтому в фотоаппаратах группы «А», к которой относятся все цифровые и некоторые плёночные Canon EOS, экспозиция вспышки измеряется основной экспонометрической системой, измеряющей непрерывный свет. Для этого в момент, предшествующий подъёму зеркала, вспышкой излучается маломощный измерительный импульс, на основе интенсивности отражения которого вычисляется мощность рабочего импульса. В беззеркальных фотоаппаратах, например Canon EOS R, интенсивность отражения предварительного импульса вспышки измеряется непосредственно матрицей. Из-за разницы технологий измерения экспозиции, вспышки плёночной и цифровых серий совместимы лишь частично и принадлежат к двум принципиально различным разновидностям EOS flash system: A-TTL и E-TTL.

### A-TTL

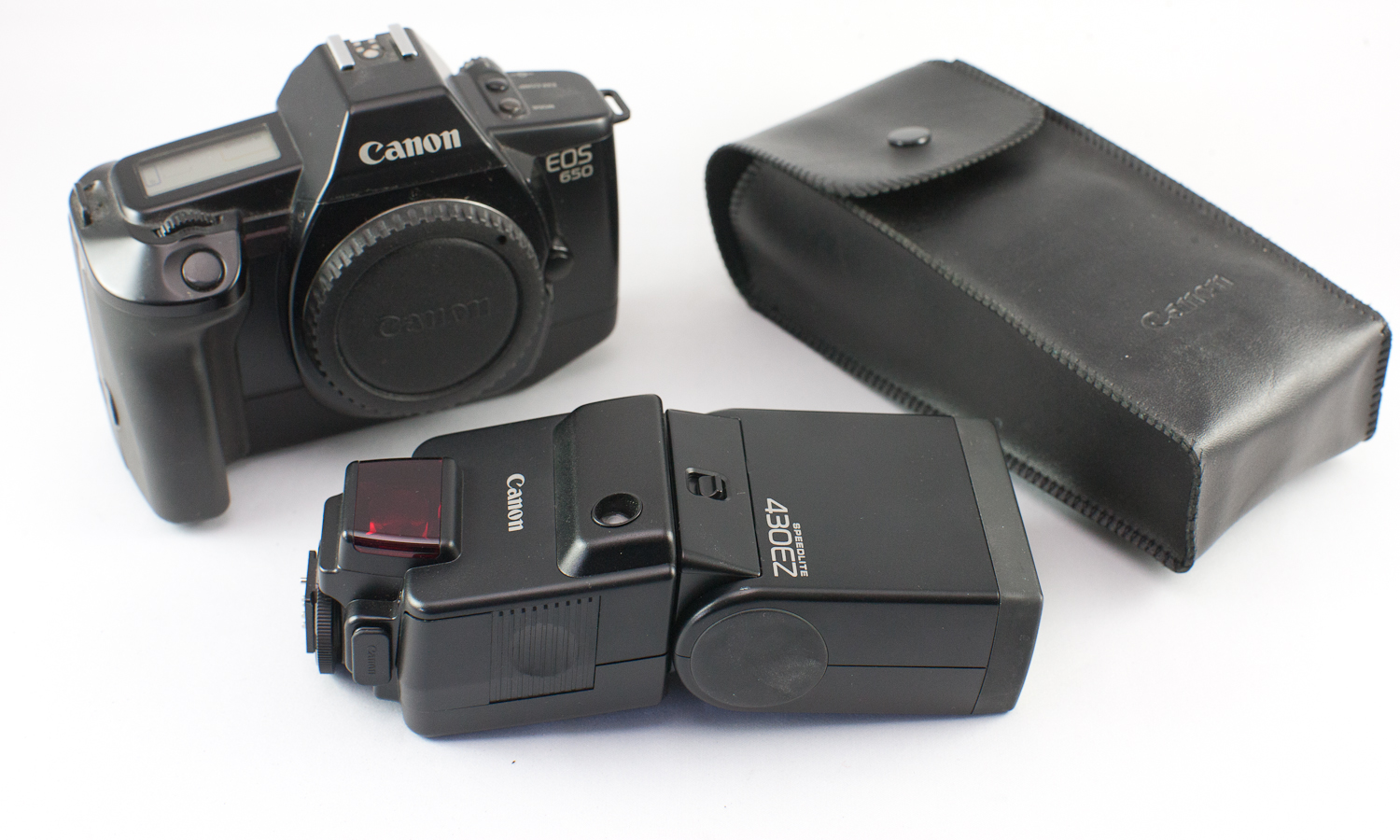
Фотоаппарат Canon EOS 650 и фотовспышка «Canon Speedlite 430 EZ» стали первыми устройствами с поддержкой A-TTL

A-TTL (англ. Advanced-Through The Lens) — усовершенствованная технология TTL OTF, впервые появившаяся в камере Canon T90 1986 года. Большинство вспышек, поддерживающих систему A-TTL, содержат буквенный индекс «EZ» в конце названия модели и с фотоаппаратами группы «А» (в том числе всеми цифровыми) работоспособны только в ручном режиме. Отличие от базовой системы TTL OTF заключается в автоматическом согласовании мощности вспышки с имеющимся непрерывным освещением. Перед съёмкой каждого кадра дистанция до основного сюжета измеряется с помощью дальномера вспышки, состоящего из сенсора и дополнительной импульсной лампы, закрытой инфракрасным или белым светофильтром. Измеренное дальномерным модулем расстояние используется для предварительного выбора диафрагмы с учётом ведущего числа и зависимости глубины резкости от дистанции фокусировки объектива. Ещё один инфракрасный прожектор вспышек серии EZ работает независимо от дальномерного, обеспечивая подсветку для автофокуса.
Предварительный выбор диафрагмы происходит по сложному алгоритму, учитывающему показания TTL-экспонометра, измеряющего непрерывное освещение, и расстояние до основного объекта съёмки, определённое дальномером. В режимах приоритета выдержки и программного автомата цикл начинается при поджатии спусковой кнопки с измерения экспозиции непрерывного освещения и определения сочетания выдержки и диафрагмы. Во время второго этапа срабатывает дальномер вспышки, и на основе его показаний завершается вычисление оптимальной диафрагмы с учётом дистанции и ведущего числа. В режиме программного автомата микропроцессор сравнивает значения диафрагмы, полученные экспонометром и дальномером, и выбирает из них оптимальное. На основе заложенного алгоритма чаще всего выбирается меньшее относительное отверстие, обеспечивающее большую глубину резкости, а выдержка корректируется с учётом этого выбора. В режиме приоритета выдержки процессор выбирает значение диафрагмы, актуальное для непрерывного освещения. В ручном режиме и в режиме приоритета диафрагмы используется диафрагма, установленная вручную.
Во время третьего этапа после открытия шторок затвора происходит автоматическое управление экспозицией вспышки при помощи измерения её света, отражённого от фотоэмульсии. По достижении правильной экспозиции фотоаппарат подаёт вспышке сигнал о прекращении импульса, который «отсекается» тиристором. Таким образом, в режиме программного автомата при съёмке близких объектов система закрывает диафрагму, обеспечивая максимальную глубину резкости за счёт мощного света вспышки. На дальних расстояниях, когда глубина резкости достаточна без диафрагмирования, ослабленный свет вспышки используется более эффективно. При ярком солнечном свете включается режим автоматической заполняющей вспышки, уменьшающий её мощность на 0,5—1,5 ступени для предотвращения передержки и «забивания» импульсным освещением светотеневого рисунка.

#### Недостатки A-TTL замера
Выбор закрытой диафрагмы при съёмке с небольших расстояний не всегда является предпочтительным, поскольку приводит к недодержке фона тёмных сцен. Это усугубляется тем, что в режиме программного автомата фотоаппаратов Canon EOS выдержка не может быть длиннее 1/60 секунды из-за автоматического ограничения диапазона при включении вспышки. При необходимости проработки фона приходится переключать фотоаппарат в режим приоритета диафрагмы или ручной, в которых A-TTL неэффективна. Ещё один недостаток системы проявляется при повороте головки вспышки для съёмки в отражённом свете. При этом излучатель дальномера работает на максимальной мощности, неприятно ослепляя людей. Фактически, A-TTL обеспечивает лишь согласование энергии вспышки с естественным освещением в режиме программного автомата. При съёмке в режимах приоритета выдержки, диафрагмы и в ручном результат ничем не отличается от получаемого по стандартной технологии TTL OTF.

### E-TTL

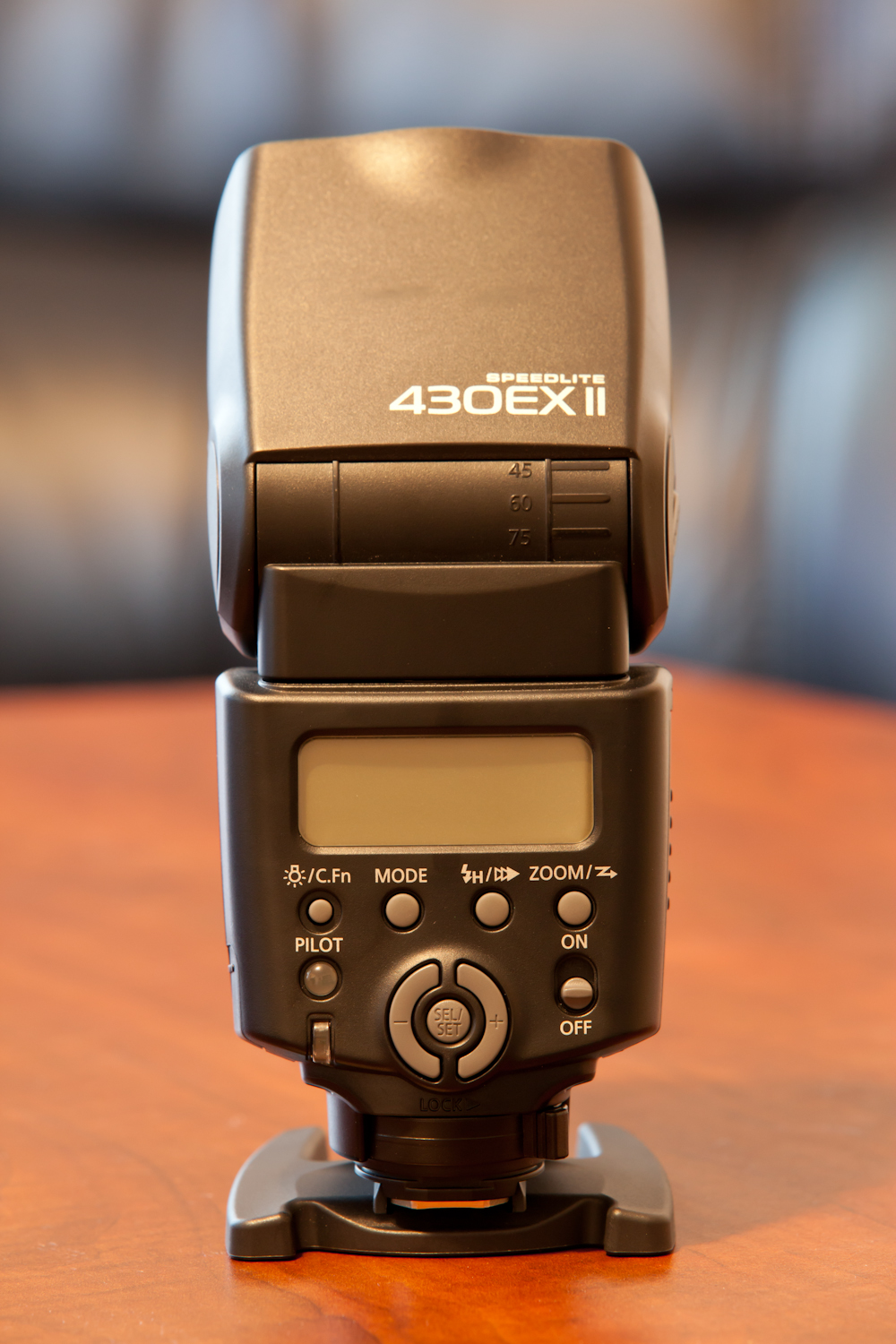
Задняя панель фотовспышки «Canon Speedlite 430 EX II»

E-TTL (англ. Evaluative Through The Lens) — современная технология EOS flash system, основанная на совершенно других принципах, и используемая как с цифровыми, так и с плёночными фотоаппаратами Canon, относящимися к группе «А». Основой технологии является измерение отражённого от снимаемой сцены света предварительного импульса основной лампы фотовспышки, мощность которого заранее известна. Дополнительный модуль с инфракрасным излучателем во вспышках серии EX не принимает участия в измерении экспозиции, а используется только для вспомогательной подсветки автофокуса и управления внешними вспышками. Важным отличием от предыдущей технологии A-TTL является момент начала измерения: если в старых вспышках дальномер срабатывал при поджатии спусковой кнопки, то в новых предварительный импульс излучается непосредственно перед подъёмом зеркала. Интервал между измерительным и рабочим импульсами вспышки E-TTL настолько мал, что оба воспринимаются глазом, как один общий. При этом вместо дополнительного сенсора камеры, улавливающего отражённый от плёнки свет, используется основной TTL-экспонометр, предназначенный для измерения непрерывного освещения. В цифровых фотоаппаратах Canon используется только такая технология, поскольку системы типа TTL OTF неработоспособны из-за низкой отражательной способности фотоматриц.
Главным достоинством новой системы является измерение света вспышки основным TTL-экспонометром, что даёт возможность осуществлять центровзвешенный или матричный замер импульсного освещения с такой же точностью, как и непрерывного. Кроме того, алгоритм оценочного измерения учитывает активную точку автофокуса, отдавая приоритет окружающей её зоне. Предварительное измерение происходит через объектив и автоматически учитывает большинство факторов, недоступных внешнему сенсору: кратность установленного светофильтра, выдвижение объектива и его поле зрения. Последовательность работы системы содержит несколько этапов, и начинается с измерения экспозиции непрерывного освещения при поджатии спусковой кнопки. После её полного нажатия излучается измерительный импульс вспышки, отражённый свет которого измеряется также TTL-экспонометром. Результат измерения используется для вычисления мощности рабочего импульса, значение которого сохраняется в памяти микропроцессора. Как и в системе A-TTL, значение диафрагмы выбирается на основе сопоставления результатов измерения непрерывного и импульсного освещения. При достаточном уровне непрерывного освещения включается «режим заполняющей вспышки», снижающий мощность импульса на 1/2—2 ступени для сохранения естественного светотеневого рисунка. Сразу после измерительного импульса поднимается зеркало и открывается затвор, а вспышка излучает импульс в соответствии с записанным в памяти процессора значением его мощности, вычисленным перед съёмкой.
E-TTL впервые реализована в 1995 году в малоформатном фотоаппарате Canon EOS 50 и вспышках серии EX, обладающих частичной обратной совместимостью с фотоаппаратурой предыдущего поколения, рассчитанного на вспышки EZ. Первым цифровым фотоаппаратом, поддерживающим систему, стал Canon EOS D30. Плёночные фотоаппараты Canon, принадлежащие к группе «А», как и цифровые, поддерживают систему E-TTL, полностью заменившую A-TTL. Фотовспышки серии EX также обеспечивают синхронизацию на коротких выдержках и излучение моделирующего света, состоящего из серии коротких импульсов. Последняя функция применяется для визуальной оценки световой картины, получаемой от дополнительных вспышек этой же системы, управляемых дистанционно по инфракрасному каналу.

#### Недостатки E-TTL
Главным недостатком системы E-TTL считается наличие предварительного импульса вспышки, на который могут реагировать снимаемые люди. Несмотря на короткий интервал между вспышками, он вполне достаточен для того, чтобы человек успел моргнуть и оказаться на снимке с закрытыми глазами, особенно при синхронизации «по второй шторке». Та же проблема актуальна при съёмке диких животных. Предотвратить эффект можно использованием экспопамяти вспышки (англ. Flash Exposure Lock, FE Lock, FEL), излучающей измерительный импульс в момент своего включения. В этом случае в момент съёмки производится только рабочая вспышка, как и в режиме ручного управления мощностью. Ещё одна проблема связана с использованием светосинхронизатора ведомых студийных вспышек и флэшметров, срабатывающих от измерительного, а не рабочего импульса. В результате ведомые вспышки запускаются раньше открытия затвора, а флэшметр выдаёт ошибку измерения. Проблема устраняется применением усовершенствованных световых ловушек, срабатывающих с задержкой или от второго по счёту импульса.

### E-TTL II
E-TTL II (англ. Evaluative-Through The Lens 2) — на 2020 год новейшая технология Canon взаимодействия камеры и вспышки, впервые появившаяся в фотоаппарате Canon EOS-1D Mark II в 2004 году. В отличие от базовой системы, E-TTL II использует все доступные зоны матричного замера экспозиции, а также учитывает расстояние до объекта съёмки, получаемое от датчика положения кольца фокусировки объектива. Вычисленная на основе ведущего числа и дистанции фокусировки мощность вспышки используется для корректировки значения, полученного измерением предварительного импульса, исключая грубые ошибки при съёмке небольших объектов на удалённом фоне. Кроме того, предотвращаются ошибки при изменении композиции снимка после фокусировки объектива, происходящие из-за приоритета выбранной точки фокусировки при измерении вспышки. Влияние ярких отражений на точность измерения также практически исключается. 
Дистанция не учитывается в трёх случаях: при повороте головки вспышки для съёмки в отражённом свете, в режиме макросъёмки и при работе с дополнительными вспышками. Информацию о дистанции фокусировки передают в камеру большинство объективов Canon EF, но встречаются исключения, например Canon EF 50/1,4 USM и ранняя версия Canon EF 85/1,2 L USM. Поддержка системы зависит только от модели фотоаппарата: все фотовспышки серии EX пригодны для работы в режиме E-TTL II.